# Barry McCaffrey

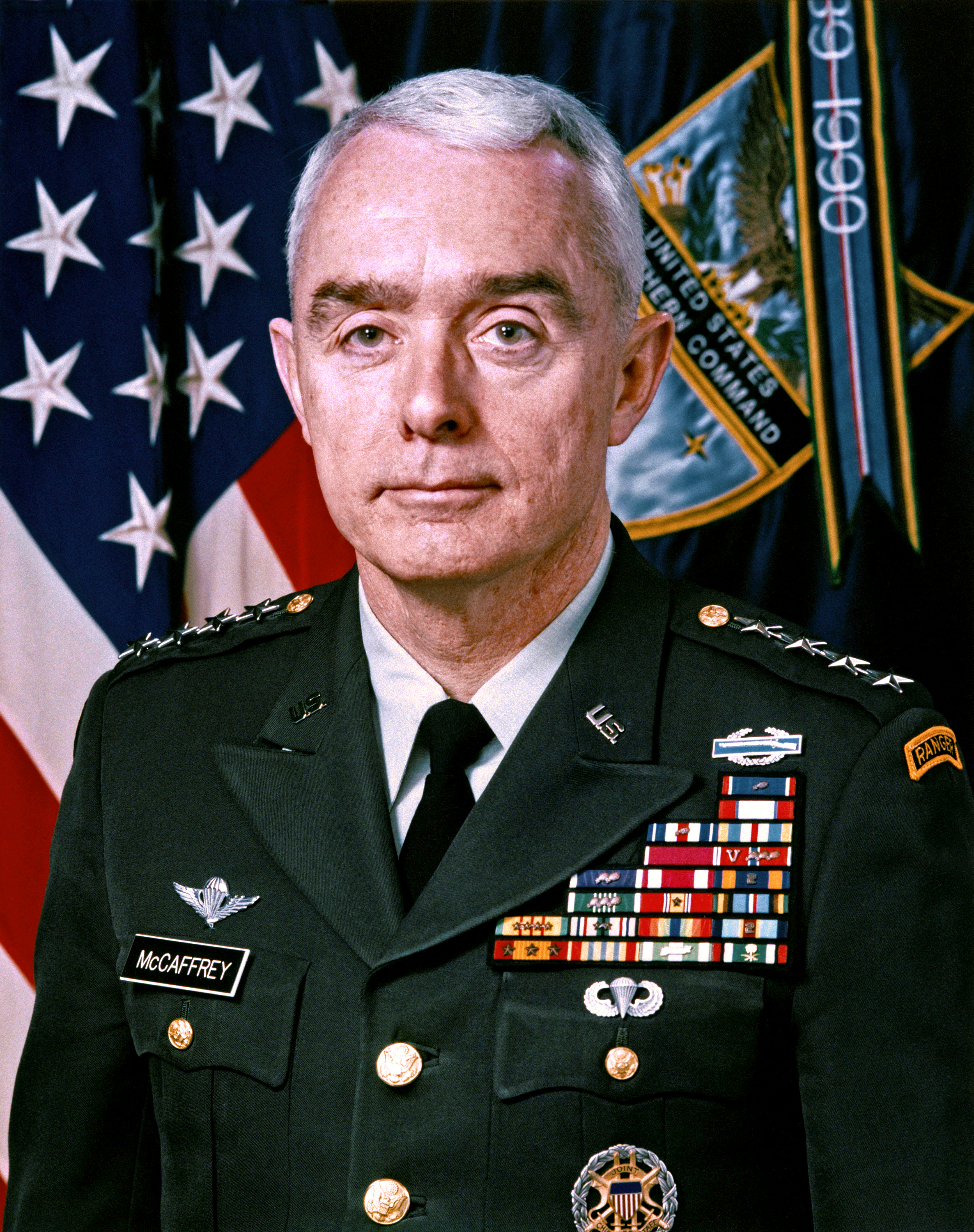
General Barry McCaffrey (1994)

Barry Richard McCaffrey (* 17. November 1942 in Taunton, Massachusetts) ist ein ehemaliger Offizier und zuletzt General der US Army, Wirtschaftsmanager und Regierungsbeamter, der unter anderem zwischen 1990 und 1992 Kommandeur der 24. Infanteriedivision (24th Infantry Division) sowie von 1994 bis 1996 Befehlshaber des Südkommandos der US-Streitkräfte SOUTHCOM (US Southern Command) war. Er fungierte im Anschluss zwischen 1996 und 2001 als Direktor des Büros für Nationale Drogenkontrollpolitik ONDCP (Office of National Drug Control Policy).

## Leben

### Ausbildung und Verwendungen als Offizier sowie Aufstieg zum General
Barry Richard McCaffrey, Sohn von William Joseph McCaffrey und Mary Veronica Curtin, begann nach dem Besuch der Phillips Academy in Andover eine Offiziersausbildung an der US Military Academy (USMA) in West Point. Zugleich absolvierte er dort ein Studium der Ingenieurwissenschaften, das er 1964 mit einem Bachelor of Science (BS General Engineering) beendete. Im Anschluss fand er zahlreiche Verwendungen als Offizier. Nach einem Einsatz mit der 82. Luftlandedivision (82nd Airborne Division) in der Dominikanischen Republik 1965 folgten Kampfeinsätze während des Vietnamkrieges. Er war zunächst als Captain Militärberater beim Militärischen Unterstützungskommando MACV (Military Assistance Command, Vietnam) und wurde für einen Einsatz mit der 2. Luftlandeeinsatzgruppe (2d Airborne Task Force) der Beratungsabteilung der Luftlandedivision (Airborne Division Advisory Detachment) am 16. Januar 1967 mit dem Distinguished Service Cross ausgezeichnet. Für seine militärischen Verdienste und Tapferkeit als Hauptmann der B-Kompanie im 2. Luftmobilen Bataillon (2d Battalion (Airmobile)) des 7. Kavallerieregiments der 3. Brigade der 1. Kavalleriedivision (1st Cavalry Division) im weiteren Verlauf des Vietnamkrieges wurde er am 7. Februar sowie am 3. Juni 1969 jeweils mit dem Silver Star sowie am 2. August 1969 mit einem weiteren Distinguished Service Cross ausgezeichnet. Darüber hinaus wurde ihm in dieser Zeit drei Mal das Verwundetenabzeichen Purple Heart verliehen.
In den folgenden Jahren war McCaffrey in verschiedenen weiteren Verwendungen als Offizier und Stabsoffizier tätig und absolvierte zudem ein postgraduales Studium der Regierungswissenschaften an der American University (AU) in Washington, D.C. und schloss dieses mit einem Master of Arts (MA Government) ab. Er war als Major General zwischen 1988 und 1989 stellvertretender Militärischer Vertreter der USA im NATO-Militärausschuss und wurde für seine Verdienste mit der Defense Superior Service Medal ausgezeichnet. Als Nachfolger von Generalmajor Horace G. Taylor wurde er im Juni 1990 Kommandeur der 24. Mechanisierten Infanteriedivision (24th Infantry Division (Mechanized)) und verblieb auf diesem Posten bis Mai 1992, woraufhin Generalmajor Paul E. Blackwell ihn ablöste. Für seine Verdienste als Kommandeur der 24. Mechanisierten Infanteriedivision während der Operation Desert Shield und der Operation Desert Storm im Zweiten Golfkrieges (2. August 1990 bis 5. März 1991) wurde ihm die Army Distinguished Service Medal sowie der Legion of Merit verliehen.
Im Anschluss wurde Barry McCaffrey zum Lieutenant General befördert und fungierte zwischen Juni 1992 und Februar 1992 als Direktor des Direktorats für Strategische Planung und Politik (Strategic Plans and Policy Directorate) im Vereinigten Generalstab (Joint Staff). Für seine Leistungen in dieser Zeit wurde ihm die Defense Distinguished Service Medal verliehen. Als Nachfolger von General George A. Joulwan und einer vorübergehenden Amtsführung von Generalmajor Walter T. Worthington (Dezember 1993 bis Januar 1994) wurde er als General im Februar 1994 Befehlshaber des Südkommandos der US-Streitkräfte SOUTHCOM (US Southern Command). Für seine Verdienste in dieser Funktion wurde er erneut mit der Defense Distinguished Service Medal und erneut mit der Army Distinguished Service Medal ausgezeichnet. Dieses Kommando hatte er bis Februar 1996 inne, woraufhin Konteradmiral James B. Perkins den Posten von März bis Juni 1996 kommissarisch übernahm, ehe General Wesley Clark im Juli 1996 neuer Befehlshaber des SOUTHCOM wurde. McCaffrey selbst schied aus dem aktiven Dienst und trat als jüngster Vier-Sterne-General in den Ruhestand.

### Direktor desOffice of National Drug Control Policy, Enthüllungen zum Zweiten Golfkrieg, Hochschullehrer und Wirtschaftsmanager

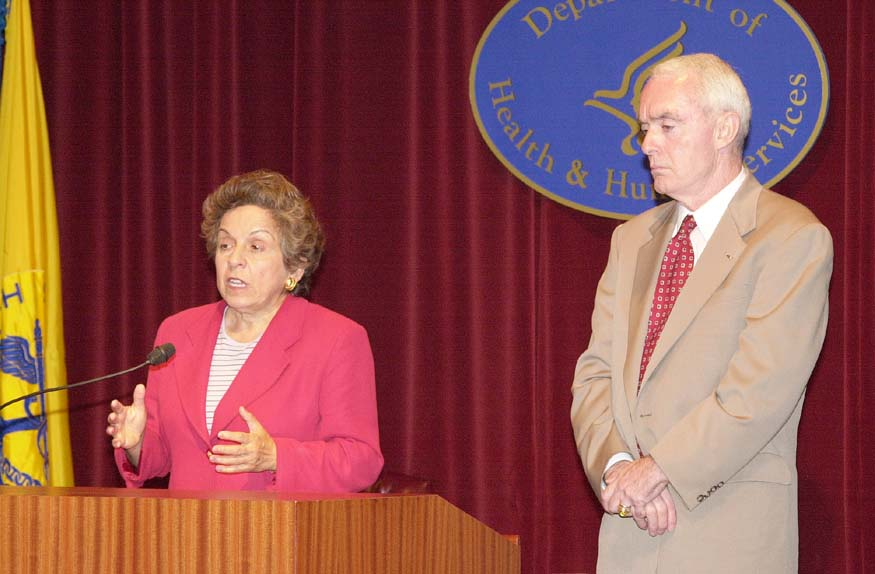
McCaffrey als Direktor des Office of National Drug Control Policy bei einer Pressekonferenz mit US-Gesundheitsministerin Donna Shalala (2000).

Als Nachfolger von Lee P. Brown übernahm Barry McCaffrey am 29. Februar 1996 im Kabinett Clinton das Amt als Direktor des Büros für Nationale Drogenkontrollpolitik ONDCP (Office of National Drug Control Policy) und bekleidete dieses Amt bis zum Ende der Amtszeit von US-Präsident Bill Clinton am 20. Januar 2001, woraufhin Edward Jurith den Posten bis zum Amtsantritt von John P. Walters am 7. Dezember 2001 kommissarisch übernahm. Seine Arbeit als Direktor des ONDCP war Bestandteil der Dokumentarfilme Cocaine Bandits 3 – Killing Pablo (2001) und American Drug War: The Last White Hope (2007).
Der Enthüllungsjournalist Seymour Hersh veröffentlichte 2000 im Magazin The New Yorker, dass der von McCaffrey geführte Verband an mehreren Massakern an irakischen Einheiten, die bereits kapituliert hatten, und an Zivilisten beteiligt war. McCaffrey wehrte sich öffentlich gegen die Vorwürfe, die allerdings durch eine große Zahl der von Hersh geführten Interviews belegt sind. Hersh zeigte in seinem 32-seitigen Artikel auch, dass mehrere frühere Untersuchungen des Militärs zu den Vorwürfen unzureichend und einseitig geführt worden waren.
Nach seinem Ausscheiden aus der US-Regierung übernahm McCaffrey von 2001 bis 2005 eine Professur für Nationale Sicherheitsstudien an der US Military Academy und war zugleich seit 2001 verteidigungspolitischer Analyst für den Fernsehsender National Broadcasting Company (NBC). Daneben übernahm er zahlreiche Funktionen in der Sicherheits- und Verteidigungsindustrie und wurde 2001 zunächst Mitglied des Aufsichtsrates von Vertex Aerospace und Integrated Defense Technologies sowie 2002 Mitglied des Aufsichtsrates der CRC Health Group. 2004 wurde er ferner Mitglied des Aufsichtsrates der Wornick Co. sowie 2005 Mitglied der Aufsichtsräte von DynCorp, McNeil Technologies und VisionAIR. Daneben war er Mitglied des Beratungsgremiums für Verteidigung und Luftfahrt von Veritas Capital. Er engagierte sich ferner Direktor des Atlantic Council, eine Denkfabrik und Public-Policy-Gruppe in Washington, D.C., sowie im Council on Foreign Relations (CFR). Er war außerdem Mitglied in dem von 2002 bis 2003 bestehenden Committee for the Liberation of Iraq (CLI), eine Nichtregierungsorganisation, die sich selbst als „angesehene Gruppe von Amerikanern“ bezeichnete, die „den Irak von Saddam Hussein befreien“ wollte. 2007 wurde in die US Army Ranger Hall of Fame im US Army Infantry Center in Fort Benning aufgenommen.
Aus seiner am 8. Juni 1964 geschlossenen Ehe mit Jill Anne Faulkner gingen der Sohn Sean sowie die beiden Töchter Tara und Amy hervor.

## Auszeichnungen
Auswahl der Dekorationen, sortiert in Anlehnung der Order of Precedence of Military Awards:
- Distinguished Service Cross (2 ×)
- Defense Distinguished Service Medal (2 ×)
- Army Distinguished Service Medal (2 x)
- Silver Star (2 ×)
- Defense Superior Service Medal
- Legion of Merit
- Bronze Star (4 x)

## Veröffentlichungen
- Building a generation of peace. Proceedings for the Twenty-fifth Conference on United States Affairs, 31 October–3 November 1973 US Military Academy, West Point 1974
- Reducing drug use and its consequences in America, Office of National Drug Control Policy, Washington, D.C., 1996
- Treatment protocol effectiveness study, Office of National Drug Control Policy, Washington, D.C., 1996
- The destructive impact of drugs on the United States. How the legalization of drugs would jeopardize the health and safety of the American people and our nation, Office of National Drug Control Policy, Washington, D.C., 1999
- National drug control strategy strategic communications. Selected writings, Office of National Drug Control Policy, Washington, D.C., 1999
- The inter-related problems of substance abuse and crime. Remarks, Office of National Drug Control Policy, Washington, D.C., 1999
- Human rights, the rule of law and drug policy, Office of National Drug Control Policy, Washington, D.C., 2000
- Agency accomplishments and significant actions. January 1993 – December 2000, Office of National Drug Control Policy, Washington, D.C., 2001
- NATO’s role in confronting international terrorism, Mitautoren Richard A. Clarke, C. Richard Nelson, Atlantic Council of the United States, Washington, D.C, 2004
- International security and public policy in a changing world. Book forewords, op-eds, trip reports, and articles, BR McCaffrey Associates, LLC, Arlington, 2007